# Moti Bodek
Moti Bodek er en israelsk arkitekt. Han er ejer af virksomheden Bodek Architecs baseret i Tel Aviv og er lektor ved Kunstakademiets Arkitektskoles Institut for Fine Arts Bezalel i Jerusalem.

## Biografi
Moti Bodek er født og opvokset i Haifa. Han tjente i de israelske sikkerhedsstyrker mellem årene 1979-1985. I 1989 dimitterede han med udmærkelse ved Det Naturvidenskabelige Design School of Environment of Fine Arts Bezalel i Jerusalem. I 1990 opnåede han sin arkitektgrad fra fakultetet for arkitektur ved Technion i Haifa. Mellem årene 1987-1993 Bodek har arbejdet i firmaet Avraham Yasky Arkitekter i Tel Aviv, og på samme tid grundlagde han sit eget arkitektfirma Architects Bodek. I 1991 Bodek begyndte at undervise på Bezalel, og i 1995 dimitterede han som MPA ved Clark University i Massachusetts i USA. I årene 2001-2004 var Bodek vicedirektør for fakultetet for arkitektur ved Ariel University. I øjeblikket er han lektor og skoleleder af talerne på Bezalel, Akademiet for Kunst og Design. Bodek var en af grundlæggerne af lønmodtagerorganisationer på højere læreanstalter, og der er også blevet udnævnt til næstformand.

## Forskning
Bodek engageret i en forskning, design og opførelse af bygninger og projekter baseret på høje færdigheder i teknikker til fremstilling og byggeri. Disse strukturer demonstrerer innovation og teknik mod inspireret af naturlige systemer med henvisning til konstruktive systemer, funktionelle og formelle parametre, og fremgangsmåder til original og billig konstruktion. Hans arbejde hører til den moderne udvikling disciplin Biomimetik (Imitation of Life), som søger at finde en effektiv og bæredygtige løsninger på design og teknologiske udfordringer i dag ved at lære og efterligning af de principper, formerne og de økologiske processer i naturen.

## Udvalgte projekter
- Sportscenter i Eilat.
- Football Stadium i Tiberias.
- Sportscenter i Tel Aviv universitet.
- Nyt kvarter nær Beersheba: The River Park.
- To broer i Ashdod.
- Nautical Center og Sailing Club, Eilat.
- Synagoge, nær Ashkelon.
- Bikur Holim Hospital i Jerusalem.
- Den russiske ambassade Residence på Rothschild Boulevard i Tel Aviv.
- Den centrale busstation i Tel Aviv.

## Udstillinger
- Biomimicry Biomimetik Arkitektur påvirket af arten af systemer, udstillingsbygninger og projekt arkitekt Moti Bodek. International Week fra University of Applied Sciences FHP, Freiland Potsdam, Tyskland fra 12 til 16 Maj 2014.
- BIO-DESIGN: HYBRID FABRICTIONSׂ. Group Exhibition. Master's Program in itegrated Design, Research Gallery, Design Faculty, HIT Holon Institute of Technology, Israel. 28 April-19 May 2015 Arkiveret 24. september 2015 hos  Wayback Machine
- La Biennale di Venezia: The 15th International Architecture Exhibition Venice, Italy, May 28th to November 27th 2016.

## Konference og Kongressen
- Uddannelsesudvalg for Knesset, August 2007
- Inde i husene, Tel Aviv. Maj 2008 Arkiveret 17. december 2014 hos  Wayback Machine
- Bloomfield Science Museum Jerusalem, juni 2012 Arkiveret 20. oktober 2014 hos  Wayback Machine
- Idræt og Arkitektur, Archijob Center Tel Aviv, juli 2012
- Arkitektur Biomimetik påvirket af arten af systemer, HIT - Holon Institute of Technology, maj 2013
- Arbejder i Progress, ZEZEZE Arkitektur Gallery, Tel Aviv, November 2013 Arkiveret 7. april 2014 hos  Wayback Machine
- IMPACT, den israelske Professional Association of billedkunstnere, Beit Ariela Bibliotek Tel Aviv, December 2013 Arkiveret 14. oktober 2014 hos  Wayback Machine
- International Week Potsdam-konferencen åbner Freiland, Potsdam Tyskland, maj 2014 Arkiveret 6. maj 2014 hos  Wayback Machine
- Biomimetik arkitektoniske koncepter - konference og workshop Freiland, Potsdam Tyskland, maj 2014 Arkiveret 15. oktober 2014 hos  Wayback Machine
- Materiale Craft Kultur Conference, Bezalel Academy of Art and Design i Jerusalem, maj 2014 Arkiveret 30. august 2014 hos  Wayback Machine
- IMPACT, den israelske Professional Association of Visual Artists, Alfred Gallery Tel Aviv, September 2014 Arkiveret 14. september 2014 hos  Wayback Machine

## Eksterne links
- Wikimedia Commons har flere filer relateret til Moti Bodek
- "University of Applied Sciences (Fachhochschule), Potsdam, Germany. Biomimicry, Architecture influenced by systems of nature, Exhibition of Buildings & Projects".
- "Bezalel, Academy of Art and Design Jerusalem, Israel. Biomimicry, Architecture influenced by systems of nature, Exhibition of Buildings & Projects". Arkiveret fra originalen 4. juli 2014. Hentet 17. marts 2015.